# Aeroporto di Kualanamu
L'Aeroporto di Kualanamu (IATA: KNO, ICAO: WIMM) (in indonesiano: Bandar Udara Internasional Kualanamu) è un moderno aeroporto indonesiano definito come internazionale dal Directorate General of Civil Aviation Indonesia ed è situato nei pressi di Medan, in Indonesia. 
Situato nell'estremo nord dell'Isola di Sumatra, di fronte alle coste della Malaysia, 24 km a nord est della città di Medan. La struttura è dotata di una pista di asfalto lunga 2000 m e larga 30 m, l'altitudine è di 4 m, l'orientamento della pista è RWY 05-23. L'aeroporto è aperto al traffico commerciale dall'alba al tramonto.
Il moderno aeroporto viene inaugurato nel marzo 2014 in sostituzione del precedente aeroporto di Polonia ed è il secondo più grande dell'Indonesia dopo l'Aeroporto Internazionale di Giacarta-Soekarno - Hatta.
È hub per le compagnie aeree:
- Garuda Indonesia
- Indonesia AirAsia
- Lion Air
- Susi Air
- Wings Air

## Statistiche
Questo grafico non è disponibile a causa di un problema tecnico.
Si prega di non rimuoverlo.
Vedi la query Wikidata di origine.